# Ecocomunalismo
El ecocomunalismo (denominado como comunalismo ecológico) es una filosofía ambiental basada en los ideales de vida simple, autosuficiencia, sustentabilidad y economías locales. Los ecocomunistas vislumbran un futuro en el que el sistema económico del capitalismo sea reemplazado por una red global de pequeñas comunas locales interconectadas y económicamente interdependientes. El gobierno descentralizado, el enfoque en la agricultura, la biodiversidad y la economía verde (economía ecológica) son principios del eco-comunalismo.[cita requerida]

## Historia
El ecocomunalismo encuentra sus raíces en un conjunto diverso de ideologías. Éstas incluyen la "reacción pastoral a la industrialización de William Morris y los utópicos sociales del siglo XIX (Thompson, 1993); la filosofía de E. F. Schumacher (1972) de" Lo pequeño es hermoso" del siglo XX "; y el tradicionalismo de Gandhi (1993).
El término eco-comunalismo fue acuñado por primera vez por el Global Scenario Group (GSG), que fue convocado en 1995 por Paul Raskin, presidente del Instituto Tellus. El GSG se propuso describir y analizar escenarios para el futuro de la Tierra al entrar en una Fase Planetaria de Civilización. El análisis de escenarios del GSG dio lugar a una serie de informes. El ecocomunalismo tomó forma en 2002 como uno de los seis escenarios futuros posibles presentados en el ensayo de 99 páginas de la GSG titulado "Gran Transición: La promesa y el atractivo de los tiempos venideros". Este documento fundacional describe el eco-comunalismo como una "visión de una vida mejor" que se convierte en "dimensiones inmateriales de realización, la calidad de vida, la calidad de la solidaridad humana y la calidad de la tierra".

## Escenarios alternativos
La visión eco-comunista es sólo una parte del análisis de escenarios de GSG en el ensayo de la Gran Transición que está organizado en tres categorías. El primero, los Mundos Convencionales, ve que los valores capitalistas se mantienen y sólo las fuerzas del mercado y la reforma política incremental intentan frenar la degradación ambiental. La segunda, Barbarización, es aquella en la que el colapso ambiental conduce a un colapso social general. La tercera, Gran Transición, es un camino que incluye la "revolución social del eco-comunalismo" (Revista mensual de octubre de 2005, John Bellamy Foster) que encuentra a la humanidad cambiando su relación con el medio ambiente. Los ecocomunalistas serían actores en un movimiento global más amplio de ciudadanos.[cita requerida]